# Студия 666
Студия 666 (с англ. — «Studio 666») — американский комедийный фильм ужасов 2022 года. Главные роли в фильме исполнили Дэйв Грол, Нейт Мендел, Пэт Смир, Тейлор Хокинс, Крис Шифлетт и Рами Джаффи.

## Сюжет
Рок-группа Foo Fighters переезжает в старинный особняк в Энсино для записи своего 10-го альбома, однако группа сталкивается с паранормальными явлениями, которые мешают записи альбома и подвергают жизнь группы опасности.

## В ролях

#### Foo Fighters
- Дэйв Грол
- Тейлор Хокинс
- Рами Джаффи[англ.]
- Нейт Мендел
- Крис Шифлетт
- Пэт Смир

#### Другие
- Уитни Каммингс в роли Саманты
- Уилл Форте в роли Даррена Сандельбаума
- Джефф Гарлин в роли Джереми Шилла
- Лесли Гроссман в роли Барб Уимс
- Керри Кинг в роли Крага
- Дженна Ортега в роли Скайлер Уиллоу
- Марти Матулис[швед.] в роли смотрителя
- Джейсон Трост[англ.] в роли Теха
- Джимми Симпсон в роли мастера-площадки
- Джон Карпентер в роли студийного инженера
- Лайонел Ричи в роли себя

## Критика

### Сборы
Фильм в прокате собрал чуть больше 3-ех миллионов долларов.

### Отзывы
На сайте Rotten Tomatoes фильм имеет 56 % рейтинг «свежести» на основе 129 рецензий критиков. На сайте Metacritic фильм собрал 50 баллов из 100.
Ник Аллен с сайта RogetEbert.com оценил фильм на 2.5 балла из 5.